# Domínium

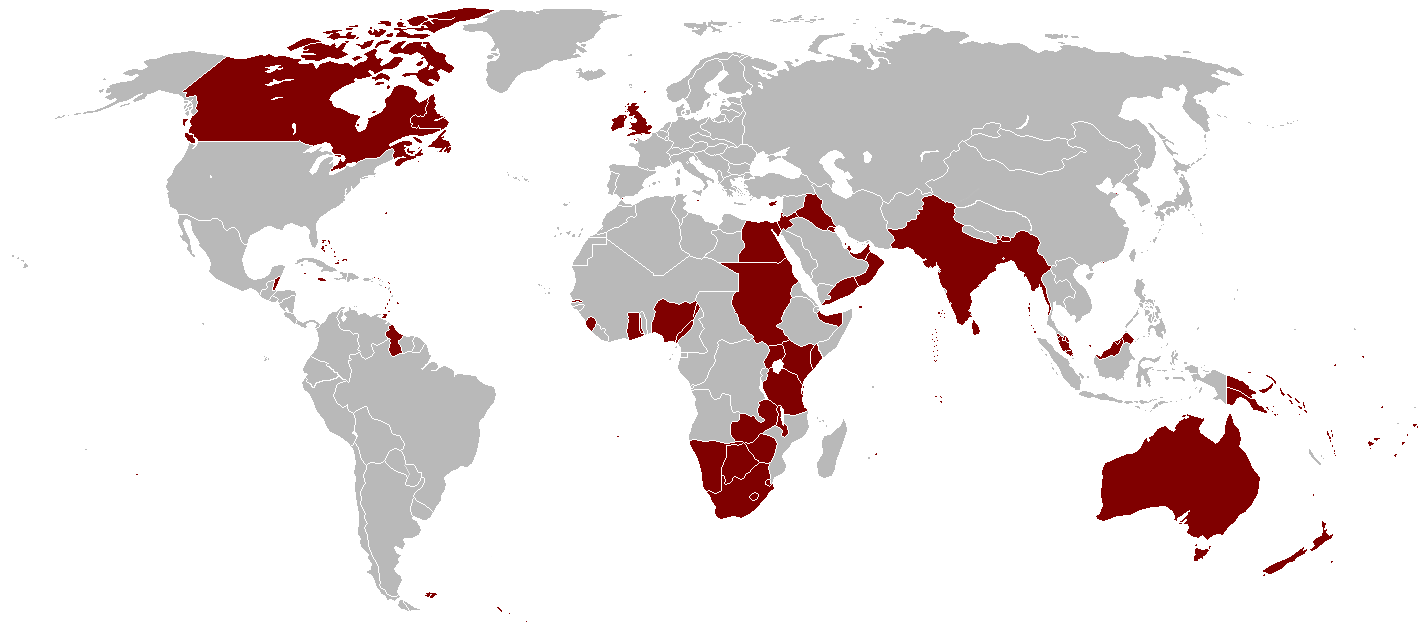
A Brit Birodalom 1921-ben

A domínium (angolul: dominion), vagy brit domínium a Brit Birodalom előbb autonóm, majd teljesen független országa volt a brit korona fennhatósága alatt. Az első domínium Kanada lett 1867-ben, őt követte Ausztrália 1901-ben, Új-Zéland 1907-ben, a Dél-afrikai Unió 1910-ben, az Ír Szabadállam 1922-ben, majd többek között India és Pakisztán 1947-ben, Ceylon 1948-ban, Nigéria 1960-ban, Kenya 1963-ban.
A domíniumok államformája monarchia volt, perszonálunióban az Egyesült Királysággal, államfőjük a mindenkori brit uralkodó, akit főkormányzó (governor general) képviselt. Az 1926-os  Balfour-nyilatkozat értelmében a domíniumok „autonóm közösségek a Brit Birodalmon belül”. Az 1931-es westminsteri statútummal elismerést nyert teljes függetlenségük, ugyanakkor a brit korona fennhatósága továbbra is fennmaradt.
A korábbi domíniumok többsége mára nemzetközösségi köztársasággá alakult. Azon országokat, amelyek továbbra is elismerik a mindenkori brit uralkodót sajátjuknak és a perszonáluniót az Egyesült Királysággal, nemzetközösségi királyságnak (Commonwealth realm) nevezik, ők a brit korona fennhatósága alatt álló domíniumokból önálló királyságokká (realm) váltak.
- Szent Eduárd koronája. A domíniumok a brit korona fennhatósága alatt álltak, államjogi kapcsolatuk az Egyesült Királysággal több volt mint puszta perszonálunió.
- Viktória királynő 1867-es proklamációja Kanada megalakulásáról, az ország lett az első brit domínium.